# Егизбаев, Серик Рахметоллаулы
Серик Рахметоллаулы Егизбаев (каз. Серік Рахметоллаұлы Егізбаев, род. 22 апреля 1963) — казахстанский учёный-агроном, государственный деятель, председатель Комитета по аграрным вопросам Мажилиса Парламента Республики Казахстан VIII созыва. Кандидат экономических наук (2001).

## Биография

### Образование
В 1985 году завершил обучение в Западно-Казахстанском сельскохозяйственном институте, получив квалификацию агронома. В дальнейшем обучался в Высшей комсомольской школе при ЦК ВЛКСМ, в Академии государственной службы при Президенте Республики Казахстан, а также в 2001 году окончил Казахскую государственную юридическую Академию.
В 2001 году успешно защитил диссертацию на соискание степени кандидата экономических наук.

### Трудовая деятельность
Свою трудовую деятельность начал в 1980 году рабочим стройчасти совхоза «Чапаевский» в Чапаевском районе Уральской области. Затем трудился агрономом, занимал различные должности в Комсомольской организации Казахстана. С 1988 по 1990 годы являлся первым секретарём Джамбейтинского райкома ЛКСМ Казахстана, а с 1990 по 1997 годы секретарём Уральского обкома ЛКСМ Казахстана.
В 1997 году трудоустроился на должность главного инспектора аппарата акима Западно-Казахстанской области. В 2000 году — начальник отдела организационной работы департамента Министерства финансов Республики Казахстан.
С 2007 по 2016 годы занимал различные должности в администрации Президента Республики Казахстан, в том числе работал в должности государственного инспектора и заместителя заведующего отделом государственного контроля.
С 2016 по 2017 годы первым заместителем министра сельского хозяйства Казахстана. В дальнейшем работал заместителем председателя Правления АО "РТРК «Қазақстан» и заместителем акима Западно-Казахстанской области.
В 2021 году назначен на должность руководителя аппарата Министерства информации и общественного развития Казахстана. В мае 2021 года был назначен заместителем министра информации и общественного развития Казахстана.

## Выборные должности
С 28 марта 2023 года является депутатом Мажилиса Парламента Республики Казахстан VIII созыва. Выдвинут партией «Ауыл». В Парламенте работает в должности председателя Комитета по аграрным вопросам.

## Общественно-политическая работа
С октября 2023 года — председатель НДПП «Ауыл».

## Награды
- Орден «Курмет» (2015);
- Орден «Парасат» (2022).